# موريس د. روزنبرغ
موريس د. روزنبرغ (بالإنجليزية: Maurice D. Rosenberg)‏ هو محامي وسياسي أمريكي، ولد في 4 يناير 1909، وتوفي في 8 نوفمبر 1950. حزبياً، نشط في الحزب الديمقراطي.